# Finnische Unihockeynationalmannschaft

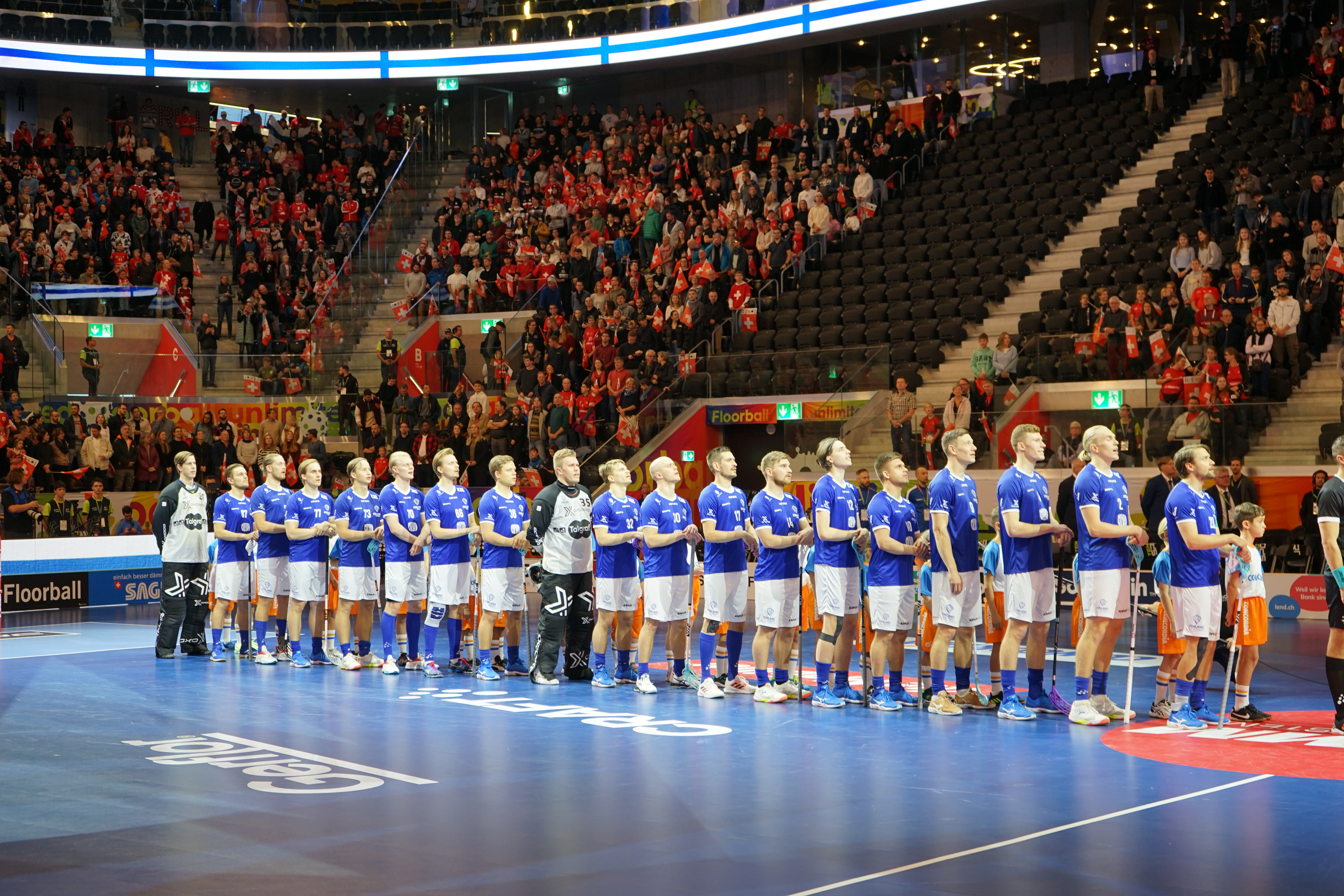
Die Nationalteam an der Weltmeisterschaft 2022 in Zürich

Die finnische Unihockeynationalmannschaft präsentiert Finnland bei Länderspielen und internationalen Turnieren in der Sportart Unihockey (auch bekannt als Floorball). Nachdem das Männerteam im Endspiel der Unihockey-Weltmeisterschaft 2024 gegen Schweden ein 0:4 aufholen konnte und das Spiel nach Verlängerung gewann, ist es nun wieder amtierender und insgesamt zum fünften Mal Weltmeister.

## Geschichte
Finnland zählt zu den Geburtsländern des Unihockey. Der 1985 gegründete nationale Verband Suomen Salibandyliitto (schwedisch: Finlands Innebandyförbund) war 1986 neben den Verbänden der Schweiz und Schwedens Gründungsmitglied des Weltverbandes IFF. Es gibt in Finnland derzeit 42.182 registrierte Spieler, die in 838 Klubs spielen.
Die finnische Männernationalmannschaft bestritt am 28. September 1985 im schwedischen Sollentuna gegen Schweden das erste Länderspiel. Schweden gewann das Spiel mit 13:1 und bescherte der finnischen Nationalmannschaft die bis heute (Stand Dezember 2010) höchste Länderspielniederlage. Den ersten international wichtigen Titel gewann die Mannschaft 1995 mit dem EM-Titel. Im selben Jahr hatte Finnland mit einem 30:0 über Japan den bislang (Stand Dezember 2010) höchsten Länderspielsieg herausgespielt. Mit dem Ausspielen der ersten Weltmeisterschaft 1996 begann die Dominanz der Schwedischen Nationalmannschaft, die fünfmal in Folge den WM-Titel gewinnen konnte. Erst 2008 konnte die finnische Mannschaft diese Serie bei der WM in Prag beenden. Tero Tiitu hatte in der Verlängerung das entscheidende Tor im Finale gegen Schweden erzielt. Zwei Jahre später gelang in Helsinki den finnischen Männern die Titelverteidigung durch ein 6:2 über die erneut unterlegenen Schweden. Dieser Titel bescherte der Mannschaft auch erstmals den Titel der Mannschaft des Jahres in Finnland.
Trainiert wird die A-Nationalmannschaft seit 2010 von Petri Kettunen.

## Platzierungen

### Weltmeisterschaften

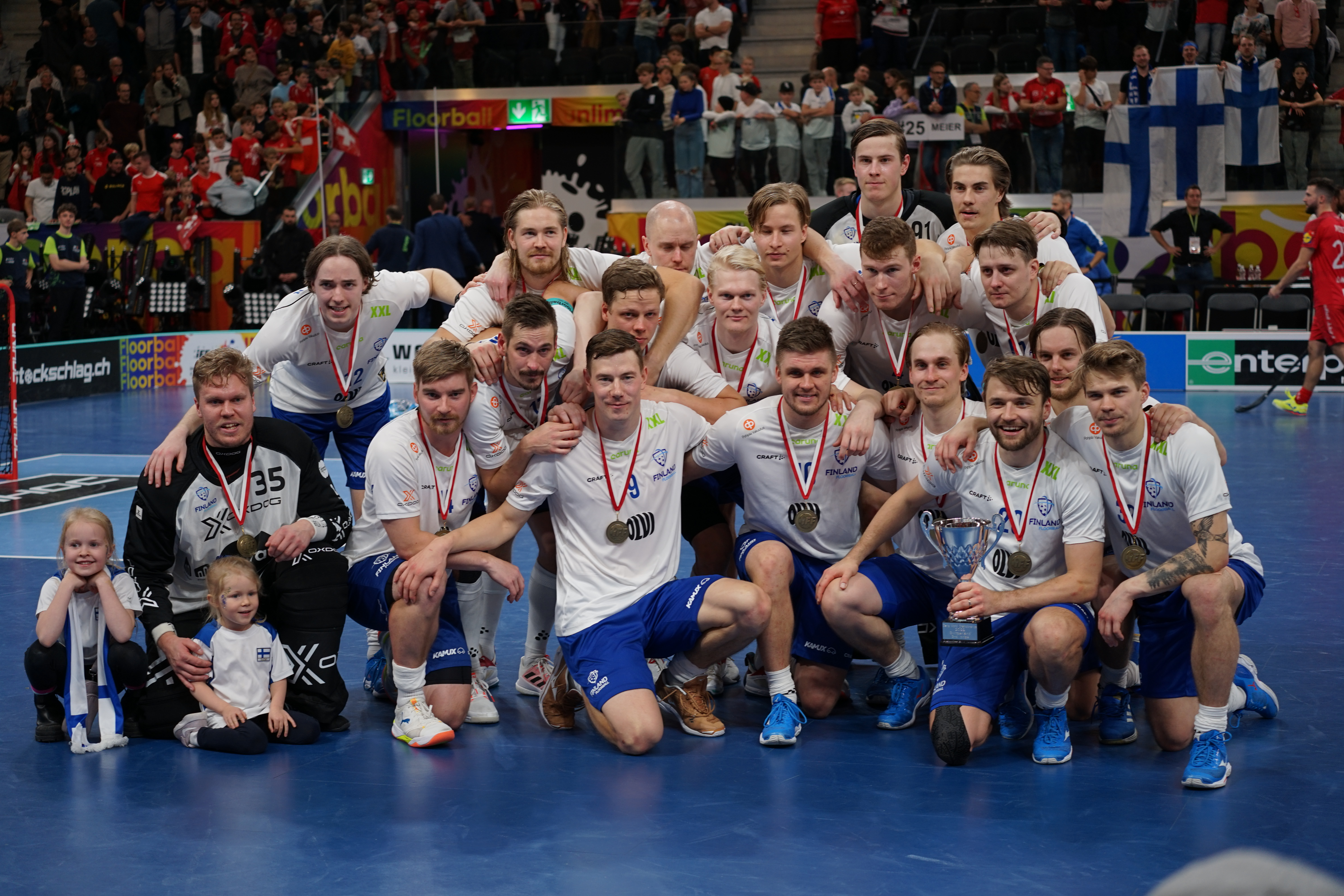
Bronze-Gewinner an der WM 2022

| WM   | Austragungsort(e)                              | Platz    |
| ---- | ---------------------------------------------- | -------- |
| 1996 | Skellefteå, Uppsala, Stockholm                 | 2. Platz |
| 1998 | Brünn, Prag                                    | 3. Platz |
| 2000 | Drammen, Oslo, Sarpsborg                       | 2. Platz |
| 2002 | Helsinki                                       | 2. Platz |
| 2004 | Zürich, Kloten                                 | 3. Platz |
| 2006 | Helsingborg, Malmö, Botkyrka, Solna, Stockholm | 2. Platz |
| 2008 | Ostrava, Prag                                  | 1. Platz |
| 2010 | Helsinki, Vantaa                               | 1. Platz |
| 2012 | Zürich, Bern                                   | 2. Platz |
| 2014 | Göteborg                                       | 2. Platz |
| 2016 | Riga                                           | 1. Platz |
| 2018 | Prag                                           | 1. Platz |
| 2021 | Helsinki                                       | 2. Platz |
| 2022 | Zürich, Winterthur                             | 3. Platz |
| 2024 | Malmö                                          | 1. Platz |

### Europameisterschaften
| EM   | Austragungsort(e) | Platz    |
| ---- | ----------------- | -------- |
| 1994 | Helsinki          | 2. Platz |
| 1995 | Schweiz           | 1. Platz |
| 2027 |                   |          |

### World Games
| WM   | Austragungsort(e) | Platz    |
| ---- | ----------------- | -------- |
| 2017 | Breslau           | 3. Platz |
| 2022 | Birmingham        | 2. Platz |
| 2025 | Chengdu           | 2. Platz |

## Kader
WM-Kader 2010: Henri Toivoniemi, Jani Naumanen – Jouni Vehkaoja, Juha Kivilehto, Patrick Wardi, Markus Bollström, Esa Jussila, Emil Kotamies, Tatu Väänänen, Saku Lehti – Juho Järvinen, Harri Forsten, Mika Moilanen, Hannes Öhman, Oscar Hänninen, Jani Kukkola, Mikael Järvi, Rickie Hyvärinen, Mika Kohonen, Lassi Vänttinen, Tero Tiitu, Jami Manninen – Trainer: Petri Kettunen, Assistenztrainer: Juha Jäntti, Petri Kettunen.
WM-Kader 2012: Eero Kosononen, Henri Toivoniemi – Juha Kivilehto, Esa Jussila, Oliver Wardi, Tatu Väänänen, Mika Savolainen – Harri Forsten, Sami Koski, Mika Moilanen, Oscar Hänninen, Mikko Kohonen, Lauri Kapanen, Jani Kukkola, Mikael Järvi, Kari Koskelainen, Mika Kohonen, Lassi Vänttinen, Henri Johansson, Tero Tiitu – Trainer: Petri Kettunen, Assistenztrainer: Mika Ahonen, Ray Backman.

## Ehemalige Spieler
- Vesa Punkari (* 1976)

## Trainer
- Petteri Nykky (2004–2010)
- Petri Kettunen (2010-)